# Fatti di Sarnico
I Fatti di Sarnico furono una sommossa mazziniana organizzata nella primavera del 1862 nella località bergamasca, da un centinaio di insorti, capitanati dal patriota Francesco Nullo e con l'appoggio di Giuseppe Garibaldi, coll'intento di penetrare armati in Trentino e provocare l'insurrezione di quelle popolazioni contro gli Austriaci.

## I fatti

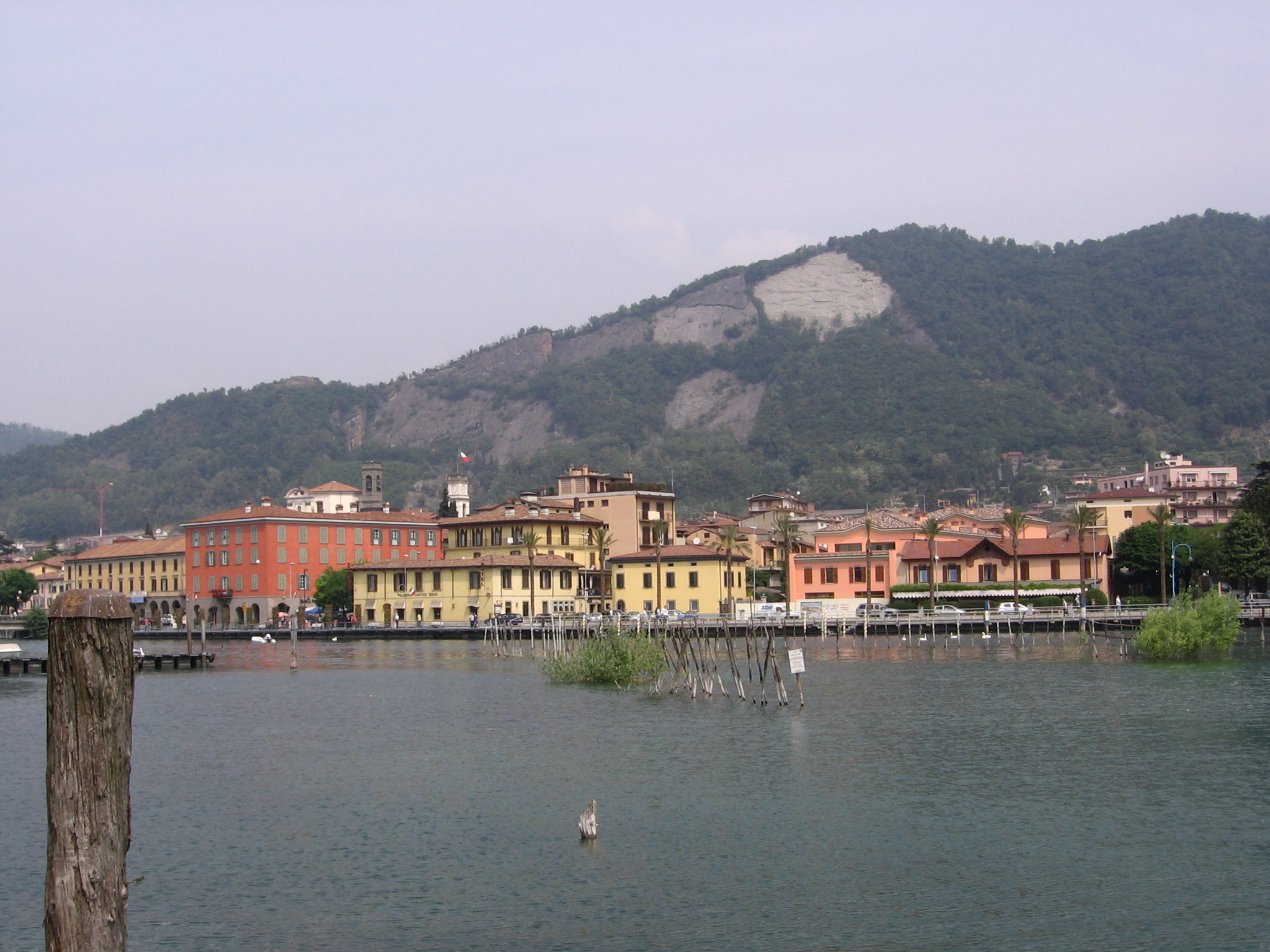
Sarnico

In questa località situata sul lago d'Iseo, fu sventato da parte del governo di Urbano Rattazzi il piano mazziniano che prevedeva la sollevazione del Trentino mediante un'infiltrazione armata di una colonna di insorti. 
Il 14 maggio 1862 le prefetture di Bergamo e Brescia ricevettero da Torino l'ordine di intervenire con la forza, di bloccare sul posto i numerosi volontari e tutti i capi del movimento insurrezionale. 
Il 15 furono bloccati militarmente tutti i passi prima del confine austriaco dello Stelvio, del Tonale e di Ponte Caffaro, sequestrate armi, munizioni e arrestati a Sarnico, Trescore Balneario e Palazzolo sull'Oglio 123 volontari tra i quali il generale garibaldino  Francesco Nullo di Bergamo, Giuseppe Roberto Ambiveri di Bergamo e Ergisto Bezzi di Ossana. 
La carcerazione a Brescia del Nullo e dell'Ambiveri suscitò forti tumulti di piazza. Una folla inferocita tentò perfino di assaltare il carcere per liberare gli arrestati, ma fu respinta a fucilate dalle guardie provocando tre morti e un ferito grave. L'episodio mise in agitazione l'opinione pubblica mentre la stampa e i partiti di sinistra, vicini a Garibaldi e Mazzini, attaccarono duramente nei giorni seguenti  l'operato del governo.